# Комиссура
Комиссу́ра (лат. commissura) — термин, используемый в основном в анатомии, чтобы определить — в общем смысле — связь между двумя органами, структурами или нервными центрами. В узком смысле это пучки нервных волокон, соединяющие элементы нервной системы, как правило, продольные нервные стволы, ганглии одного сегмента (или одноименные ганглии у моллюсков), парные (правую и левую) структуры головного мозга у позвоночных. Так, например, мозолистое тело — наиболее крупная комиссура, соединяющая правое и левое полушария конечного мозга у плацентарных млекопитающих. Комиссуры хорошо видны у кольчатых червей и других животных с лестничной нервной системой (например, членистоногих и плоских червей).